# Rund um die Liebe (Operette)
Rund um die Liebe ist eine Operette in 3 Akten des Komponisten Oscar Straus und der Librettisten Robert Bodanzky und Friedrich Thelen. Die Uraufführung fand am 9. November 1914 im Johann Strauß-Theater in Wien statt.

## Handlung
Stella von Hempel-Heringsdorf wurde von ihren Eltern mit dem ihr persönlich unbekannten Freiherrn Hans von Öttingshausen verlobt. Sie beschließt ihren Zukünftigen erstmal inkognito, und zwar in der Verkleidung als Blumenmädchen, kennenzulernen. Sollte er ihr nicht gefallen, hat sie bereits einen Plan B entwickelt. In diesem Fall würde sie Baron Mucki von Stilleben ehelichen. Gleichzeitig beschließt der designierte Ehemann Hans, der sich bereits in sein Schicksal gefügt und der Ehe mit Stella zugestimmt hat, seinen Junggesellenabschied zu feiern und ein letztes Liebesabenteuer vor der Ehe zu erleben. Allerdings soll das ebenfalls inkognito vor sich gehen. Daher tauscht er einfach mit seinem Leibkutscher Vinzenz die Identität. Die beiden treffen dann in ihren jeweiligen Verkleidungen auf die wie erwähnt als Blumenmädchen verkleidete Stella und Steffi Bachmayer. Schon in ihrer jeweiligen Verkleidung finden sich die richtigen Paare zusammen. Daran ändert sich auch nichts, als sie sich gegenseitig zu erkennen geben. Es kommt zu der geplanten Verbindung zwischen Hans und Stella. Gleichzeitig finden sich auch Vinzent und Steffi als Paar wieder. Ein klassisches Operetten-Happy-End.

## Rezeption
Das Werk wurde vom Publikum gut aufgenommen. Es wurde nach der Premiere 380 Mal in Folge aufgeführt und war damals nach dem Walzertraum das erfolgreichste Werk des Komponisten. Im Lauf der Jahre nahm die Beliebtheit dieser Operette aber stark ab. Sie verschwand nach und nach von den Spielplänen, was auch an einem Überangebot von solchen Werken lag, die sich mehr oder weniger gegenseitig von den Spielplänen der Theater verdrängten. Heute wird das Werk kaum noch aufgeführt.

## Tonträger
Eine Gesamtaufnahme der Operette wurde im Jahr 1954 unter der Leitung von Max Schönherr eingespielt. Es sangen  und spielten  der Chor und das Orchester des Wiener Rundfunks. Als Solisten wirkten u. a. mit: Sonja Knittel, Emmerich Arleth, Magda Steiner, Viktor Braun, Fried Liewehr und Lotte Ledl.  Diese Einspielung kam im Jahr 2011 als Doppel-CD unter dem Label Line heraus.

## Bekannte Liednummern
Ich weiss schon, was ich möchte
Ein Schwipserl möcht' ich haben
Es gibt Dinge, die muss man vergessen

## Weblink
- Rund um die Liebe im Operetten-Lexikon